# Makoto (batteur)
Pour les articles homonymes, voir Makoto.
Makoto (まこと), de son vrai nom Makoto Horiuchi (堀内 誠, Horiuchi Makoto), est un batteur et parolier japonais, né le 31 décembre 1968. Il est représenté par l'agence Up-Front Agency, et est notamment connu comme batteur du groupe Sharam Q aux côtés de Tsunku. Il mène en parallèle d'autres activités médiatiques et artistiques ; il a par exemple présenté quelques spectacles du Hello! Project, et découvert le groupe Coconuts Musume.